# 日刊建設工業新聞
日刊建設工業新聞（にっかんけんせつこうぎょうしんぶん）は、日本の建設専門紙。東京都中央区に本社を置く日刊建設工業新聞社が編集・発行する。建設通信新聞と合わせ建設分野の二大全国紙とされる。日本専門新聞協会加盟。

## 概要
1928年（昭和3年）に創刊した全国版の建設産業専門紙で、土日祝日を除く平日に発行している。公称読者数は33万8000人（2021年5月時点）。紙面では各地方別のページを設け、国や地方公共自治体における建設行政の動向のほか、新たな技術や製品の発表情報、業界団体・企業の動向などを取材し掲載している。月刊工事情報や建設業者要覧といった定期刊行物も手掛ける。読者層は経営者や管理職が多く、長期購読が多いという。
2022年4月1日には既存のWEB版に加え、過去記事やデータベース検索が可能な「日刊建設工業新聞電子版」を創刊した。電子版ではプレスリリース配信サービス「PR TIMES」から、「建設・土木」「建築・空間デザイン」「商業施設・オフィスビル」の3つのカテゴリに関するプレスリリースの配信を受け、原文を転載している。
当紙とは別に、他社が発行する同じ名前の2紙が存在する。一つは1935年創刊で北陸地方を発行地域とし、もう一つは1951年創刊で鳥取県を発行地域としている。それぞれ独立した新聞社が編集・発行しており、互いにまったく無関係である。

## 支社・総局
- 横浜支社（本社内）
- 関東支社（本社内）
- 大阪支社（大阪市中央区）
- 名古屋支社（名古屋市東区）
- 東北支社（仙台市青葉区）
- 九州支社（福岡市中央区）

- 北海道総局（札幌市中央区）
- 千葉総局（本社内）
- 北陸総局（新潟市中央区）
- 中国総局（広島市中区）
- 四国総局（香川県高松市）